# HD182640
HD182640 — хімічно пекулярна зоря спектрального класу
F0 й має  видиму зоряну величину в смузі V приблизно  3,4.
Вона  розташована на відстані близько 50,1 світлових років від Сонця.

## Фізичні характеристики
Зоря HD182640 обертається 
досить швидко 
навколо своєї осі. Проєкція її екваторіальної швидкості на промінь зору становить  Vsin(i)= 91км/сек.

## Пекулярний хімічний склад
HD182640 належить до Хімічно пекулярних зір з пониженим вмістом гелію 
й в її  зоряній атмосфері спостерігається нестача He у порівнянні з його вмістом в атмосфері Сонця.